# Nagrada hrvatskog glumišta za najbolju kazališnu glazbu
Popis dobitnika Nagrade hrvatskog glumišta u kategoriji oblikovanja kazališne glazbe. Nagrada se dodjeljuje samo onih godina kada žiri procjeni da za to postoji razlog, te samo onda kada je odluka žirija za ovu nagradu jednoglasna.
1995./1996. Let 3

1996./1997. Guss Ponsioen

1997./1998. Paola Dražić-Zekić

1999./2000. Ingrid Flesch

2001./2002. Tamara Obrovac

2009./2010. Duško Zubalj